# Mỹ Đình Nationaal Stadion
Het Mỹ Đình Nationaal Stadion is het nationale stadion van Vietnam te Hanoi. Het stadion kan worden gebruikt voor voetbal- en atletiekwedstrijden en heeft een capaciteit van 40.192.
Het stadion werd in 2003 geopend met een voetbalwedstrijd tussen Vietnamees voetbalelftal onder 23 en Shanghai Shenhua. Daarnaast is het ook gebruikt als accommodatie bij de Zuidoost-Aziatische Spelen 2003. In dit stadion waren toen de openings- en sluitingsceremonie gehouden. Ook werden er atletiekonderdelen afgewerkt en voetbalwedstrijden gehouden. Ook was het een van de speelsteden van de AFF Suzuki Cup 2010.